# Wasyl Kujbida
Wasyl Stepanowycz Kujbida, ukr. Василь Степанович Куйбіда (ur. 8 maja 1958  w Incie w Republice Komi) – ukraiński polityk, działacz niepodległościowy, z wykształcenia matematyk i prawnik, minister rozwoju regionalnego i budownictwa.

## Życiorys
Ukończył matematykę na Uniwersytecie Iwana Franki we Lwowie w 1980. W 2001 uzyskał stopień naukowy kandydata nauk, a w 2003 obronił doktorat.
Od 1980 pracował jako inżynier, od 1990 w administracji miejskiej. W latach 1994–1998 zajmował stanowisko przewodniczącego lwowskiej rady miejskiej. W 1998 został wybrany do Rady Najwyższej, jednak zrezygnował z mandatu. W tym samym roku objął urząd mera Lwowa, który zajmował do 2002. Przez następne trzy lata wykładał (jako profesor) prawo konstytucyjne i finansowe. W 2006 i 2007 uzyskiwał mandat deputowanego – odpowiednio z ramienia Bloku Nasza Ukraina i Nasza Ukraina-Ludowa Samoobrona. Pełnił przez wiele lat funkcję zastępcy przewodniczącego Ludowego Ruchu Ukrainy.
W grudniu 2007 złożył mandat poselski, obejmując stanowisko ministra rozwoju regionalnego i budownictwa w rządzie Julii Tymoszenko. Zajmował je do marca 2010. W 2012 nie uzyskał mandatu poselskiego. W 2013 został prezesem Ludowego Ruchu Ukrainy, którym kierował do 2017. W 2014 kandydował w wyborach prezydenckich, otrzymując w nich poniżej 0,1% głosów.